# Dorfkirche Gollmitz (Uckermark)

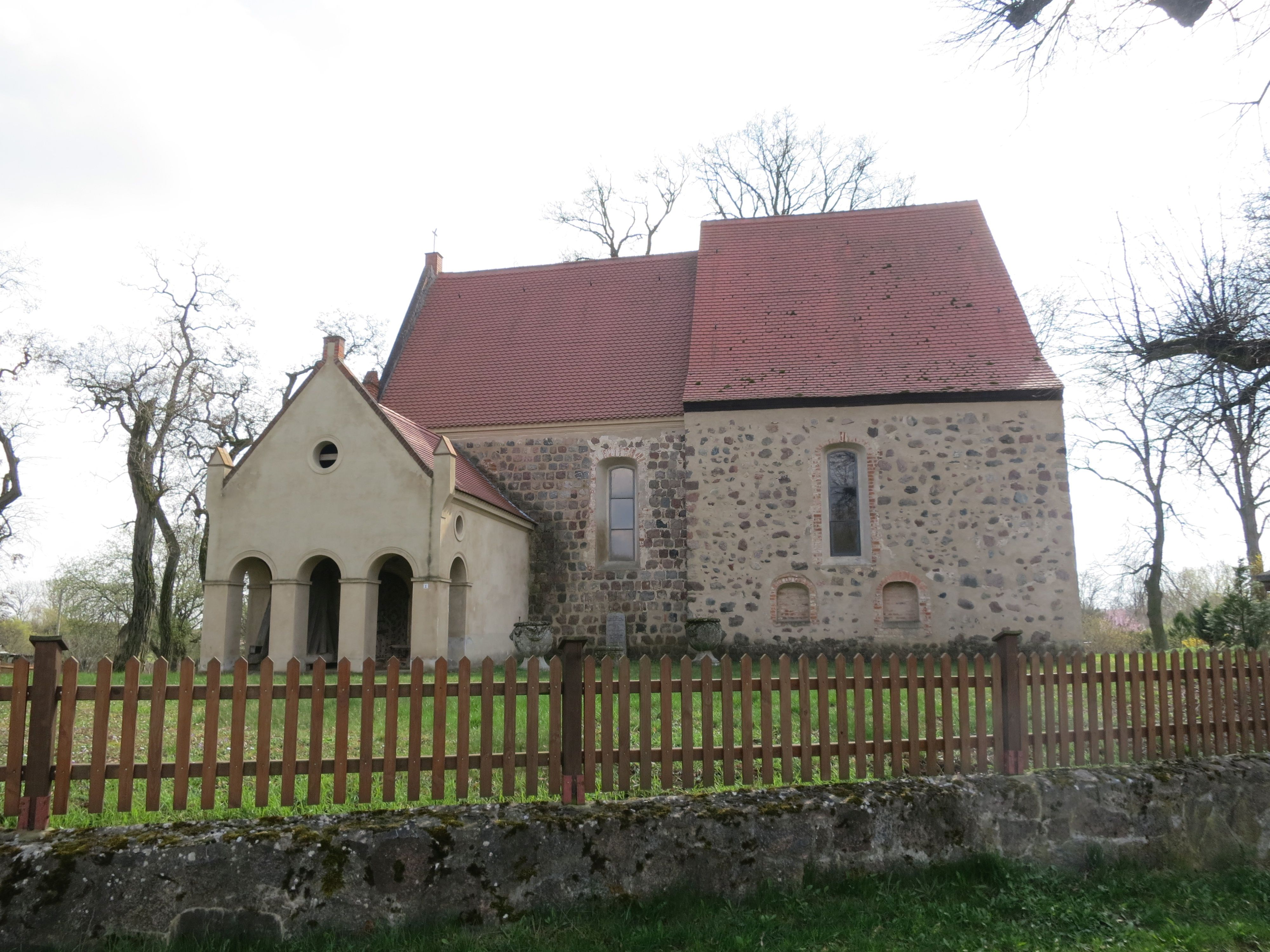
Dorfkirche Gollmitz (Uckermark)

Die evangelische, denkmalgeschützte Dorfkirche Gollmitz (Uckermark) steht in Gollmitz, einem Ortsteil der Gemeinde Nordwestuckermark im Landkreis Uckermark in Brandenburg. Die Kirche gehört zur Gesamtkirchengemeinde Schönwerder im Kirchenkreis Uckermark der Evangelischen Kirche Berlin-Brandenburg-schlesische Oberlausitz.

## Beschreibung
Die in der zweiten Hälfte des 13. Jahrhunderts gebaute Feldsteinkirche aus einem Langhaus und einem eingezogenen, rechteckigen Chor im Osten wurde im Dreißigjährigen Krieg zerstört. Sie wurde 1710–16 mit einem verkürzten Langhaus wieder aufgebaut. An der Nordseite des Chors wurde anstelle der ehemaligen Sakristei in der zweiten Hälfte des 19. Jahrhunderts das Erbbegräbnis der Familie von Oertzen aus verputzten Backsteinen angebaut, deren Fassade mit Arkaden und der Giebel darüber mit Fialen gestaltet ist. Von der ursprünglichen Kirchenausstattung sind nach Kriegsschäden nur noch Reste erhalten.